# Nuits de la Fondation Maeght Vol. 1
Nuits de La Fondation Maeght è un doppio album discografico dal vivo del sassofonista jazz statunitense Albert Ayler pubblicato dall'etichetta Shandar nel 1970. In origine il disco uscì in due volumi separati (n. cat. SR 10.000 & SR.10.004), essi furono riuniti insieme per la successiva ristampa in versione CD.

## Tracce

### Volume 1
1. In Heart Only – 5:16
2. Spirits (New Ghosts) – 15:05
3. Holy Family – 11:44
4. Spirits Rejoice – 7:26

### Volume 2
1. Truth Is Marching In – 8:10
2. Universal Message – 8:17
3. Spiritual Reunion – 7:57
4. Music Is the Healing Force of the Universe – 10:00

## Formazione
- Albert Ayler: sax tenore, sax soprano
- Mary "Maria" Parks: voce, sax soprano
- Call Cobbs: pianoforte
- Steve Tintweis: basso
- Allen Blairman: batteria